# Fofi Gennimata
Fofi Gennimata (en grec: Φώφη Γεννηματά, pronunciació grega: [ˌfofi ʝenimaˈta]; Atenes, 17 de novembre de 1964 - 25 d'octubre de 2021) fou una política grega, va ser presidenta del partit polític Moviment Socialista Panhel·lènic (PASOK) des de 2015 fins a 2021 i presidenta del Moviment pel Canvi, una coalició de partits de centreesquerra formada al voltant del PASOK, des del 2017 fins a 2021.
Gennimata va exercir numerosos càrrecs polítics durant diversos governs,especialment en el gabinet de Georgios Papandreu com a Viceministra de Salut i Benestar, i Ministra Interina d'Educació, Formació Permanent i Afers Religiosos.

## Primers anys i educació
Gennimatas va néixer a Atenes, sent filla de Georgios Gennimatas, polític i militant de PASOK. Es va graduar de la Facultat de Ciències Polítiques i Administració Pública de la Universitat d'Atenes en 1987. Mentre era estudiant universitària, va ser membre de la unió d'estudiants socialistes.

## Carrera política
Entre 2001 i 2004, pas a ser membre del Comitè Central del PASOK i des de 2003 a 2009 va ser membre de la Junta Executiva i consellera política del mateix. Va ser triada dues vegades, President de les prefectures d'Atenes i El Pireu, entre 2002 i 2006.
Gennimata va ser bloquejada per postular-se com a candidata parlamentària en les eleccions parlamentàries de 2007, ja que la Cort Suprema va dictaminar que d'acord amb l'article 57 de la Constitució de Grècia, els funcionaris del govern local no poden postular-se com a candidats parlamentaris, fins que finalitzessin el seu període en el càrrec.
Entre octubre de 2009 i setembre de 2010, Gennimata va exercir com a Viceministra de Salut i Benestar durant el govern de Yorgos Papandreou, i entre setembre de 2010 i novembre de 2011, va ser Ministra Interina d'Educació, Formació Permanent i Afers Religiosos.
En 2012, Gennimata va ser nomenada portaveu del PASOK.
Gennimata va ser nomenada líder del Moviment Socialista Panhel·lènic durant la X conferència del partit, després que Evànguelos Venizelos renunciés al càrrec, quan li quedava només un any per acabar el seu període. Va guanyar l'elecció de lideratge amb un 51 % dels vots, vencent als seus rivals Odysseas Konstantinopoulos i Andreas Loverdos.